# Colombe
Colombe ist eine französische Gemeinde mit 1.803 Einwohnern (Stand: 1. Januar 2022) im Département Isère in der Region Auvergne-Rhône-Alpes. Colombe gehört zum Arrondissement La Tour-du-Pin und zum Kanton Le Grand-Lemps.

## Geographie
Colombe liegt etwa 47 Kilometer ostsüdöstlich von Vienne. Umgeben wird Colombe von den Nachbargemeinden Burcin im Norden, Oyeu im Nordosten, Apprieu im Osten, Rives im Südosten, Beaucroissant im Süden, Izeaux im Südwesten, Le Grand-Lemps im Westen sowie Châbons im Nordwesten.
Am Ostrand der Gemeinde führt die Autoroute A48 entlang.

## Bevölkerungsentwicklung
| Jahr                       | 1962 | 1968 | 1975 | 1982 | 1990 | 1999 | 2006 | 2017 |
| -------------------------- | ---- | ---- | ---- | ---- | ---- | ---- | ---- | ---- |
| Einwohner                  | 629  | 644  | 724  | 857  | 1171 | 1434 | 1446 | 1574 |
| Quellen: Cassini und INSEE |      |      |      |      |      |      |      |      |

## Sehenswürdigkeiten

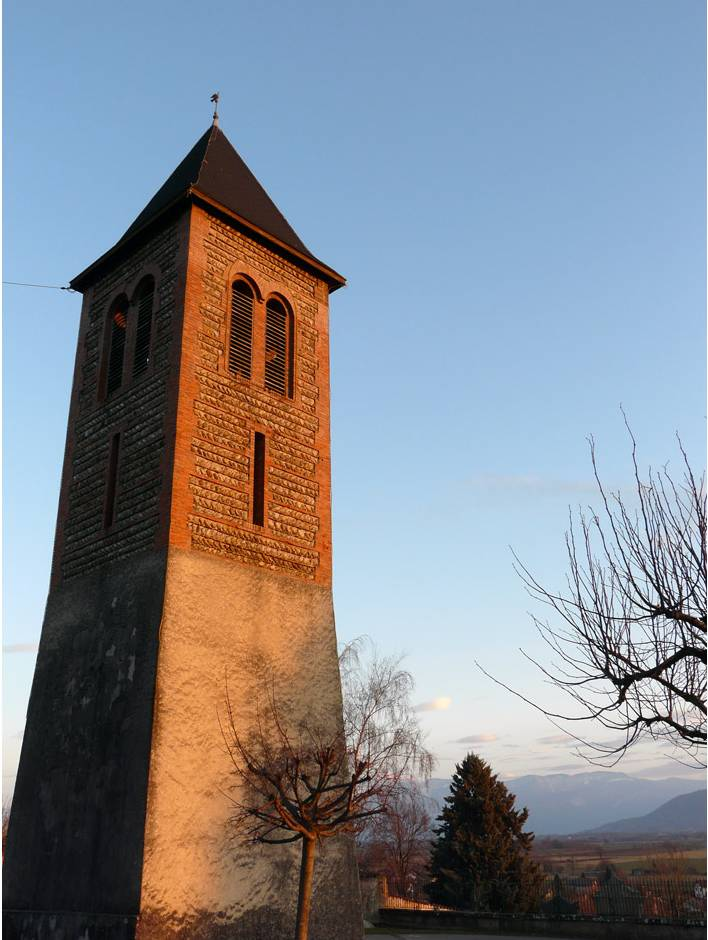
Beffroi

- Beffroi
- Kirche Saint-Blaise